# Sabat Czarownic (koncert)
Sabat Czarownic – widowisko inscenizacyjno-muzyczne organizowane  i transmitowane w TVP2 w latach 2010-2016, którego fabuła, klimat oraz scenografia nawiązują do legendarnych sabatów na Łysej Górze w Górach Świętokrzyskich.
Sabat Czarownic odbywał się co roku w czerwcu w okolicy Nocy Świętojańskiej (w 2010 roku 4 września) w Amfiteatrze Kadzielnia w Kielcach i był transmitowany na żywo przez TVP2 S.A. Reżyserem, scenarzystą i pomysłodawcą koncertu jest Leszek Kumański. Organizatorem była Regionalna Organizacja Turystyczna Województwa Świętokrzyskiego. Od 2016 roku koncert nie odbywa się.

## I edycja (2010)
Podczas pierwszej edycji Sabatu Czarownic organizowanej 4 września 2010 roku wystąpili m.in.: Edyta Górniak, Marina Łuczenko, Ewa Farna, Justyna Steczkowska, Patrycja Markowska, Feel, Janusz Radek, Maciej Maleńczuk, Blue Café, Ambulans, Anna Dereszowska, Joanna Liszowska, Krzysztof Piasecki, Ewa Farna, Katarzyna Piasecka, Kabaret Weźrzesz, Art Color Ballet oraz chór Fermata.

## II edycja (2011)
Podczas drugiej edycji Sabatu Czarownic organizowanego 25 czerwca 2011 roku wystąpili m.in. Dorota „Doda” Rabczewska, Bajm, Halina Mlynkova, Natalia Kukulska, Tatiana Okupnik, Justyna Steczkowska, Manchester i  Mrozu. Koncert poprowadzili Anna Popek i Andrzej Grabowski.

## III edycja (2012)
Podczas trzeciej edycji Sabatu Czarownic organizowanego 30 czerwca 2012 roku wystąpili m.in.: Lady Pank, Ira, Urszula, Edyta Górniak, Maryla Rodowicz, Andrzej Piaseczny, Anna Dereszowska, Janusz Radek, Kabaret Paranienormalni, Mariusz Ostrowski, Damian Ukeje, Kielecki Teatr Tańca, Art Color Ballet oraz Teatr Ruchu Ocelot.

## IV edycja (2013)
Podczas czwartej edycji Sabatu Czarownic organizowanego 22 czerwca 2013 roku wystąpili m.in.: Budka Suflera, Perfect, Dżem, Lombard, Róże Europy, Rafał Brzozowski, Enej, Liber i Natalia Szroeder, Sylwia Grzeszczak, kielecki Kabaret Skeczów Męczących. Koncert poprowadzili Katarzyna Pakosińska i Katarzyna Zielińska.

## V edycja (2014)
Piąta edycja Sabatu Czarownic odbyła się 27 czerwca 2014 r. Wystąpili m.in. Hey, Justyna Steczkowska, Włodzimierz Pawlik, Piersi, Juan Carlos Cano, Wilki, Maryla Rodowicz, Art Collor Balet, iluzjonista Marcin Muszyński oraz Kabaret pod Wyrwigroszem. Koncert poprowadziły Barbara Kurdej-Szatan i Anna Mucha.

## VI edycja (2015)
Szósta edycja Sabatu Czarownic odbyła się 27 czerwca 2015 roku. Podczas koncertu wystąpili m.in. Conchita Wurst, Ewelina Lisowska, Afromental, Justyna Steczkowska, Mafia, Kombii, Bajm oraz Kielecki Teatr Tańca i Kabaret pod Wyrwigroszem. Koncert poprowadzili Justyna Steczkowska i Tomasz Kammel.